# Фридрих Франц фон Брауншвайг-Волфенбютел
Фридрих Франц фон Брауншвайг-Волфенбютел (на немски: Friedrich Franz von Braunschweig-Wolfenbüttel; * 8 юни 1732; † 14 октомври 1758 при Хохкирх в Саксония) от род Велфи е принц от Княжество Брауншвайг-Волфенбютел, херцог на Брауншвайг и Люнебург и пруски генералмайор.
Той е най-малкият син на херцог и княз Фердинанд Албрехт II фон Брауншвайг-Волфенбютел (1680 – 1735) и съпругата му Антоанета Амалия фон Брауншвайг-Волфенбютел (1696 – 1762), дъщеря на херцог Лудвиг Рудолф фон Брауншвайг. Той има общо 14 по-големи братя и сестри.
Брат е на Карл I (1713 – 1780), Антон Улрих (1714 – 1774), Лудвиг Ернст (1718 – 1788), Албрехт (1725 – 1745) и Фердинанд (1721 – 1792).
Както братята му Фердинанд и Албрехт, той постъпва на пруска служба и се отличава в Седемгодишната война, Той пада убит на 26 години в битката при Хохкирх като генералмайор и командир на пехотен полк. Погребан е в катедралата на Брауншвайг.